# Tirà terrestre cellablanc
El tirà terrestre cellablanc (Muscisaxicola albilora) és un ocell de la família dels tirànids (Tyrannidae).

## Hàbitat i distribució
Habita zones obertes i vessants pedregosos dels Andes de Xile i oest de l'Argentina.